# Sa giông mào phương Bắc
Sa giông mào phương Bắc (Triturus cristatus) là một loài sa giông của họ Salamandridae, được tìm thấy tại châu Âu và một phần châu Á.

## Phân bố

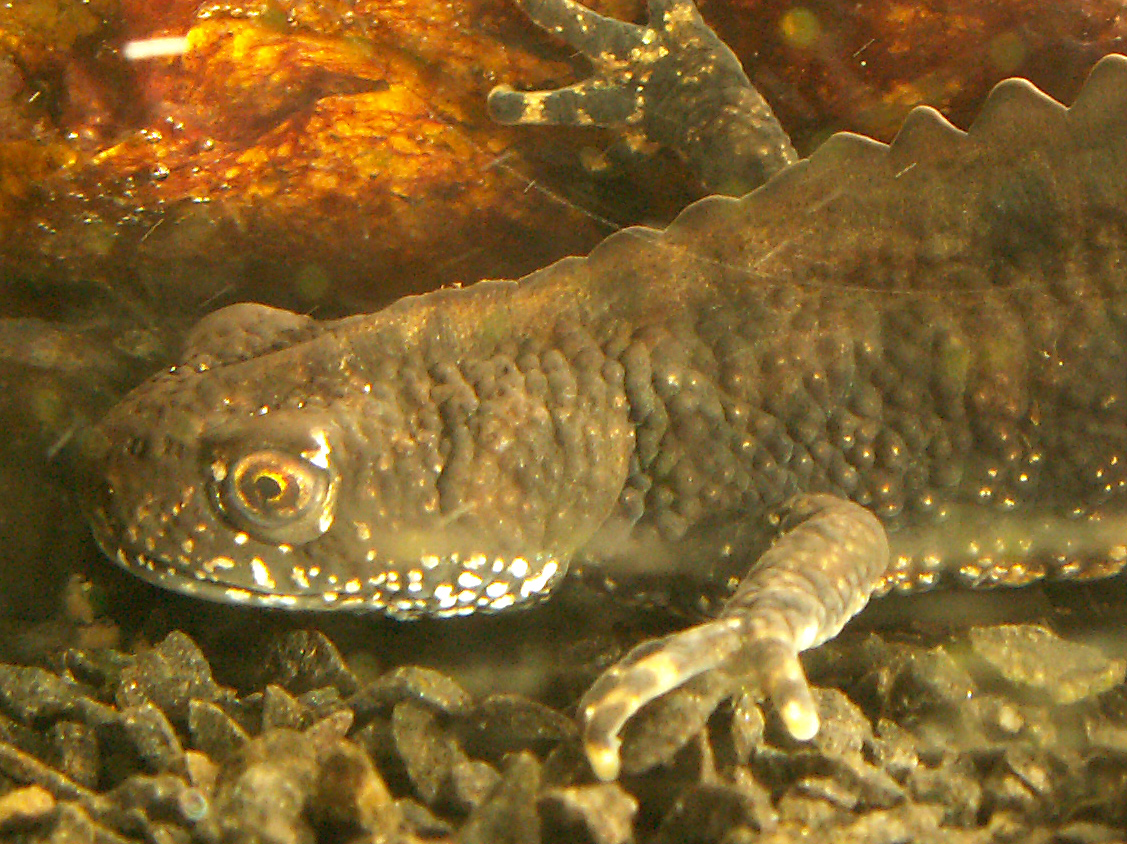
Con đực

Phạm vi phân bố của sa giông mào phương Bắc kéo dài từ Vương quốc Anh và Brittany ở phía tây băng qua hầu hết phần bắc châu Âu của dãy Alps và Biển Đen. Nó là loài lớn nhất và ít gặp nhất trong ba loài sa giông được tìm thấy tại quần đảo Anh và là một trong bốn động vật lưỡng cư được bảo vệ bởi Kế hoạch hành động đa dạng sinh học Anh.
Một số loài liên quan chặt chẽ đã được trước đây được coi là phân loài của sa giông mào phương Bắc: Sa giông mào Ý (Triturus carnifex), Sa giông mào Donau (Triturus dobrogicus) và Sa giông mào phương Nam (Triturus karelinii).